# Platycleis burri
Platycleis burri är en insektsart som beskrevs av Boris Petrovich Uvarov 1921. Platycleis burri ingår i släktet Platycleis och familjen vårtbitare. Inga underarter finns listade i Catalogue of Life.